# Italská sociální republika
Italská sociální republika (italsky: Repubblica Sociale Italiana; RSI), též obecně nazývána jako Republika Salò (italsky: Repubblica di Salò), byl loutkový stát utvořený Benitem Mussolinim a italskými fašisty dne 18. září 1943. Italská sociální republika se nacházela v severní Itálii a plně se opírala o podporu německé branné moci. Faktickým hlavním městem bylo Salò, lázeňské městečko u Lago di Garda. Zbývající část Itálie byla pod vládou Spojenců a vlády, která byla jmenována králem, nebo byla odstoupena Německu (Istrie, Trieste a Jižní Tyrolsko). Mussolini se po odvolání králem začal prezentovat jako odpůrce monarchie a socializátor. Ve vládě Italské sociální republiky zastával funkci Vůdce národa a ministra zahraničí. V dubnu 1945 se pokusil i s dalšími ministry Italské sociální republiky uprchnout do Švýcarska, ale byl zatčen a spolu se svou milenkou Clarou Petacciovou zastřelen.

## Organizace ozbrojených sil

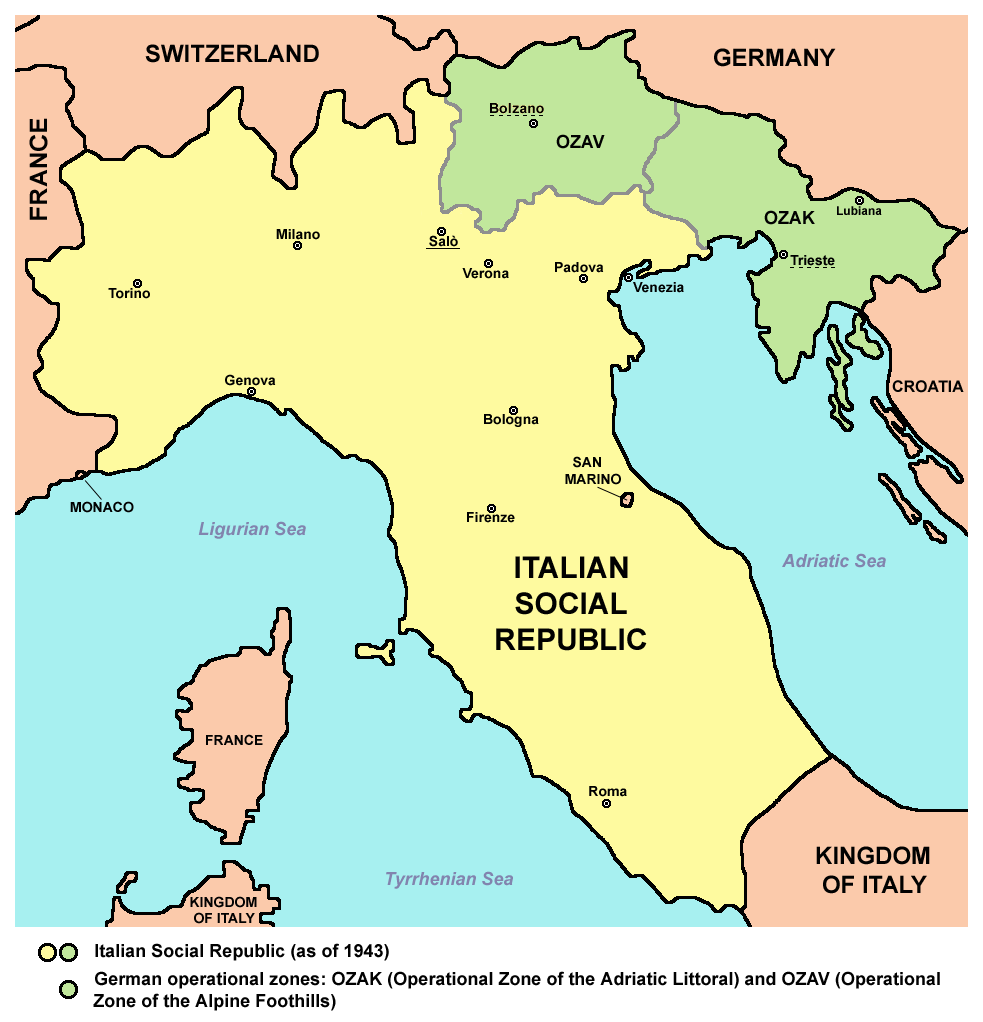

Válečná vlajka Italské sociální republiky

Se souhlasem Adolfa Hitlera měla mít nová republika armádu o síle čtyř divizí (Esercito Nazionale Repubblicano) a jednotky Guardia Nazionale Repubblicana (národní republikánská garda), zformované z řad černých košil, carabinieri a bývalé koloniální policie, které měly na starost vnitřní bezpečnost. Pro boj s hnutím odporu byly zřízeny z řad fanatických fašistů Brigate Nere (Černé brigády), vedoucí po boku SS protipartyzánské operace.
Letecké útvary nacházející se na území sociální republiky byly reorganizovány do Aeronautica Nazionale Repubblicana. Během existence republiky se podařilo postavit po bok Luftwaffe celkem tři stíhací skupiny, jednu skupinu nosičů torpéd (v rámci námořnictva), bombardovací skupinu a několik transportních letek.
Národní republikánské námořnictvo – Marina Nazionale Repubblicana – bylo oslabeno tím, že většina plavidel Regia Marina využila chaosu během italské kapitulace a až na výjimky přešla na stranu Spojenců (jako Marina Cobelligerante Italiana) a další padly do rukou Němcům. Díky tomu bylo republikánské námořnictvo poměrně slabé – mělo tři torpédovky (T 7, Pilo a Missori), několik torpédových člunů typu MAS, MS a MTSM, 19 miniponorek typů CA a CB, jednu pobřežní ponorku typu CM a několik dalších malých plavidel. Italské miniponorky a torpédové čluny v Černém moři byly zařazeny do německo-rumunských námořních sil. Také italská plavidla v Egejském moři byla podřízena Kriegsmarine.